# Plutomurus unidentatus
Espèce
Synonymes
- Tomocerus unidentatus Börner, 1901

Plutomurus unidentatus est une espèce de collemboles de la famille des Tomoceridae. C'est une espèce cavernicole.

## Distribution
Cette espèce se rencontre dans des grottes d'Europe.

## Description
Ce collembole mesure de 2,07 à 2,65 mm.

## Publication originale
- Börner, 1901 : Zur Kenntnis der Apterygoten-Fauna von Bremen und der Nachbardistrikte. Beitrag zu einer Apterygoten-Fauna Mitteleuropas. Abhandlungen des Naturwissenschaftlichen Vereins zu Bremen, vol. 17, no 1, p. 1-140 (texte original).